# Avro 536
L'Avro 536 fu un aereo da turismo e trasporto passeggeri monomotore biplano sviluppato dall'azienda aeronautica britannica A.V. Roe and Company (Avro) nei tardi anni dieci del XX secolo, subito dopo il termine della prima guerra mondiale.
Sviluppo civile del precedente Avro 504 e destinato al nascente mercato dell'aviazione generale, venne realizzato in 26 esemplari, costruiti negli stabilimenti Avro di Newton Heath, Manchester, e nei pressi di Southampton, nelle strutture dell'Aerodromo di Hamble, ed inoltre, in numero limitato, su licenza dal Surrey Flying Services Ltd.

## Storia del progetto
Al termine del primo conflitto mondiale, nel Regno Unito si sviluppò un enorme interesse attorno al mondo dell'aviazione civile da diporto turistico con la conseguente richiesta per modelli di aereo adatti allo scopo. Per sfruttare il segmento di mercato in evoluzione la Avro decise di avviare lo sviluppo di un nuovo modello basato sul popolare modello 504, più esattamente sull'ultima versione 504K, modificandone la struttura per poter aumentarne la capacità.
L'ufficio tecnico dell'azienda progettò una fusoliera modificata che, all'altezza dell'abitacolo posteriore, monoposto, del 504K, presentava in una sezione allungata un abitacolo aperto che integrava quattro distinti posti a sedere, posizionati in tandem ed affiancati, protetti da altrettanti parabrezza per ogni singola postazione. La modifica comportò anche una differente disposizione della coppia centrale dei montanti interalari, spostati verso le estremità alari e, dato il maggior peso in condizioni operative, l'adozione di un propulsore dalla maggior potenza, il rotativo Bentley BR1 da 150 hp (112 kW) che già equipaggiava la versione 504L avviata alla produzione nello stesso periodo.
Identificato dall'azienda come Avro 536, il prototipo, caratterizzato dal serbatoio di combustibile annegato nella parte centrale del profilo dell'ala superiore, venne portato in volo per la prima volta nell'aprile 1919 dall'Aerodromo di Hamble, Hamble-le-Rice; nei successivi voli trasportò, ai comandi del capitano ed asso dell'aviazione Harold A. Hamersley, anche l'allora lord cancelliere in carica. In seguito il prototipo venne modificato in configurazione idrovolante a scarponi caratterizzato anche da un impennaggio modificato che sarà in seguito ripreso nella produzione in serie del modello. Questa variante non ebbe seguito produttivo rimanendo l'unico esemplare realizzato.
Durante l'anno venne avviata la produzione in serie del modello ma ben presto, a causa di gravi incidenti di volo occorsi a due dei primi tre esemplari, fu necessario intervenire con una modifica dell'impennaggio. La causa degli incidenti era stata identificata nella notevole coppia torcente data dal motore Bentley BR1, quindi a partire dal quarto esemplare venne adottato un nuovo piano verticale di più ampie dimensioni che aveva il compito di contrastare il fenomeno riscontrato.
La produzione in serie venne avviata in due diversi stabilimenti della Avro, quello di Newton Heath, quartiere di Manchester, e nei pressi di Southampton, nelle strutture dell'Aerodromo di Hamble.

## Impiego operativo
Il modello non fu particolarmente fortunato: gli esemplari di fine produzione non riuscirono ad essere utilizzati in servizio per la chiusura, nel 1920, della Avro Transport Company.

## Utilizzatori
Regno Unito
- Avro Transport Company
- Berkshire Aviation Tours
- Surrey Flying Services

### Pubblicazioni
- J.M. Bruce, The Avro 504: Historic Military Aircraft No. 8, Part II (PDF), in Flight, 16 luglio 1954,  p. 85. URL consultato l'11 giugno 2014.